# 吴启庆
吴启庆，男，中国共产党政治、軍事人物，中共黨員，武警少將警銜。
歷任武警江西省总队司令员、武警江苏省总队司令员、武警福建省森林总队总队长等职。